# Maitotoxin
Maitotoxin är ett mycket starkt toxin som isolerades första gången 1971 från inälvorna hos en svart kirurgfisk (Ctenochaetus striatus) som kallas "maito" på Tahiti. Toxinet härstammar från mikroorganismer som fiskar eller kräftdjur har ätit, och kan sedan via födan även drabba människan. Det finns ytterst få kända dödsfall från maitotoxin även om det har förekommit ett antal oförklarliga dödsfall på Tahiti under 1900-talet. Effekterna av maitotoxinet är mycket allvarliga och kan liknas vid en våldsam diarré.
Molekylen innehåller 32 eterringar, 22 metylgrupper, 28 hydroxigrupper och 2 sulfater. 

Strukturformel.